# アントワーヌ・ラヴォアジエ
アントワーヌ＝ローラン・ド・ラヴォアジエ（フランス語: Antoine-Laurent de Lavoisier、1743年8月26日 - 1794年5月8日）はフランス王国のパリ出身の化学者である。質量保存の法則の発見、酸素の命名、フロギストン説の打破などの功績から「近代化学の父」と称される。裕福な出自から貴族となったが、当時のフランス革命の動乱に翻弄され落命した。

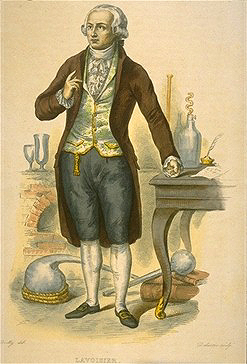
アントワーヌ・ラヴォアジエ

## 業績

### 質量保存の法則

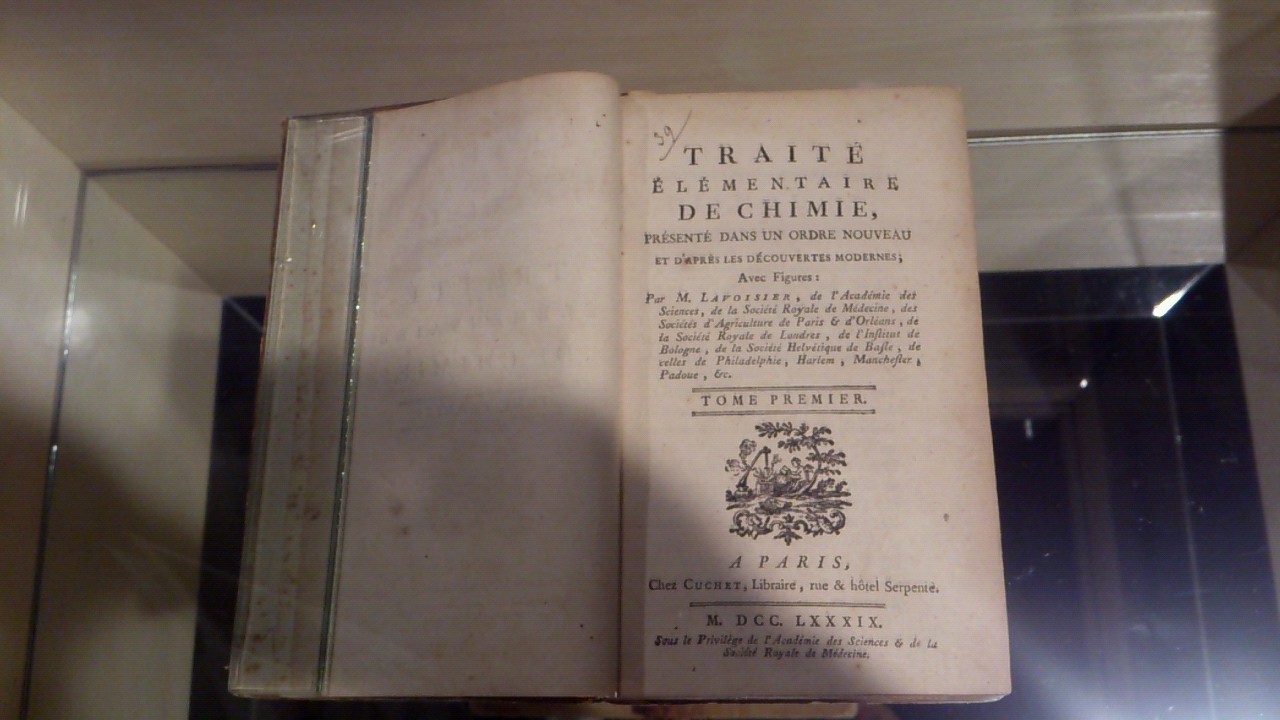
『化学要論』（名古屋市科学館展示、金沢工業大学所蔵

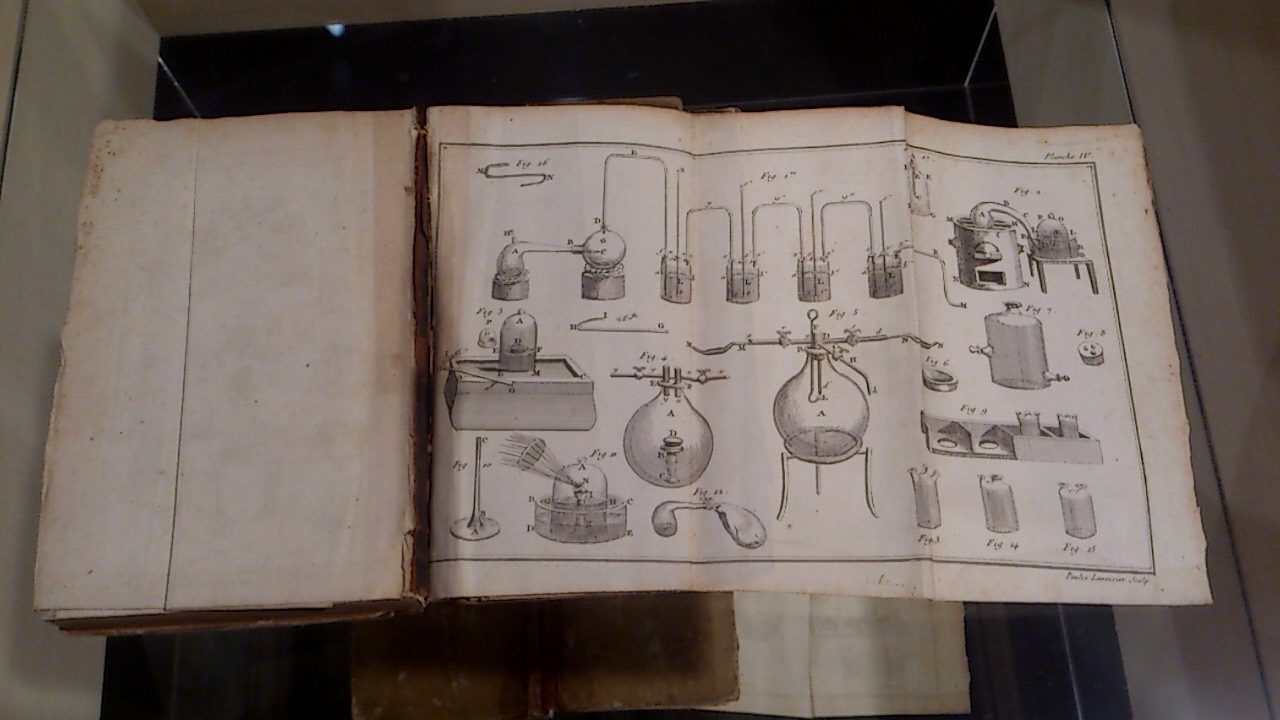
『化学要論』（名古屋市科学館展示、金沢工業大学所蔵

1774年に物質の体積と重量を精密に測る定量実験を行い、化学反応の前後では、反応系の物質全体の質量が変化しないことを発見した。すなわち、今日においても化学の重要な基本法則とされる質量保存の法則をラヴォアジエは発見し、これを初めて著した。

### 燃焼の理解 (フロギストン説の打破)
当時は、医師で化学者のゲオルク・シュタール（ドイツ）の提唱したフロギストン説が支持されていた。すなわち、燃焼は一種の分解現象であり、可燃物からフロギストンが飛び出す現象であるとされていた。1774年にラヴォアジエは実験によってこの説を退け、燃焼を「酸素との結合」であることを見出し、1779年には酸素を「オキシジェーヌ (フランス語: oxygène)」と命名した。
以上の功績からラヴォアジエはしばしば「酸素の発見者」とも言及されるが、酸素（と後に命名・認知される物質）自体の発見はイギリスの医師のジョン・メーヨーにまで遡る。ラヴォアジエより以前に、メーヨーは血液中にある「酸素」の存在を提唱していたが、当時は受け入れられていなかった。その後の1775年3月に、イギリスの自然哲学者、教育者、神学者であるジョゼフ・プリーストリーが単体の「酸素」の分離・発見に成功した。単体の発見者という意味で、「酸素」の発見はプリーストリーに優先権がある。1775年にプリーストリーはこの発見を論文として王立協会に提出もしており、今日の化学史の視点からも、酸素の発見者はプリーストリーとされる。なお、当時進行中だった科学革命のなかで、プリーストリーのほかに、スウェーデンの化学者、薬学者であるカール・ヴィルヘルム・シェーレもプリーストリーとは独立に酸素を発見している。
このように「酸素の発見者」の特定は困難だが、燃焼における酸素の役割を解明してフロギストン説を打破したラヴォアジエが、酸素の命名者としての栄誉を得た。アメリカの科学史家の トーマス・クーンは、著書『科学革命の構造』においてパラダイムシフトの観点からラヴォアジエの功績を評価した。

### ラヴォアジエの元素表
ラヴォアジエは著書『化学原論』で、次の33項目を「単一物質」として挙げている。この33の単一物質を以下に表で示す。33項目のうち25個は現代の化学においても元素として扱われている。残る8つのうち、ホウ酸基、ライム、マグネシア、バリタ、アルミナ、シリカの6つは、それぞれ個別の単体元素の酸化物である（順に、ホウ素、カルシウム、マグネシウム、バリウム、アルミニウム、ケイ素の各元素の酸化物）。
2023年の時点で、元素の周期表 (19世紀に考案)には118種の名前のある元素が記載されている。このうち、地球上で天然に存在する元素は概ね90種程度である。ラヴォアジエはこのうちの25種を「単一物質」としてまとめており、21世紀までに達成された成果のうちの2割から3割ほどの「元素」がこの18世紀の著書の中で系統的に紹介されている。
| 分類                 | 個数 | 元素（現代化学において元素とされるものは太字で示した）                                                                         |
| -------------------- | ---- | --- |
| 自然界に広くあるもの | 5    | 光、カロリック（熱素）、酸素、窒素、 水素                                                                                      |
| 非金属               | 6    | 硫黄、リン、炭素、塩酸基（塩素）、フッ酸基（フッ素）、ホウ酸基                                                                 |
| 金属                 | 17   | アンチモン、銀、ヒ素、ビスマス、コバルト、銅、スズ、鉄、モリブデン、ニッケル、金、白金、鉛、タングステン、亜鉛、マンガン、水銀 |
| 土                   | 5    | ライム（酸化カルシウム）、マグネシア、バリタ（酸化バリウム）、アルミナ、シリカ                                                 |

### その他
現代化学からみて誤りではあったが、物体の温度変化を「カロリック」によって引き起こされるものと提唱した。ラヴォアジエはこれを体系づけたカロリック説を構築した。

## 生涯

### 出生から学生時代
ラヴォアジエは、1743年8月26日にフランス王国のパリにおいて、裕福な弁護士である父の下に生まれた。母はラヴォアジエが5歳の頃に亡くなっており、ラヴォアジエは莫大な遺産を引き継いだとされる。母を失ったラヴォアジエは叔母のもとで養育された。
1754年から1761年まで、ラヴォアジエはマザラン学校に在籍し、化学や植物学、天文学、数学を学んだとされる。当初、ラヴォアジエは父の跡を継ぐべく法律家を目指していた。1761年にはパリ大学の法学部に進学して、1763年に学士号を修得している。翌年の1764年には、弁護士試験に合格し、高等法院法学士となった。
ラヴォアジエが自然科学に興味を抱くようになった転機は、パリ大学の在学中であった。いずれも同国出身である天文学者のニコラ＝ルイ・ド・ラカーユからは天文学を、博物学者のベルナール・ド・ジュシューからは植物学を、博物学者・鉱物学者のジャン＝エティエンヌ・ゲタールからは地質学と鉱物学を、化学者のギヨーム＝フランソワ・ルエルからは化学を、それぞれ学んでいた。彼らによる指導により、ラヴォアジエは自然科学に興味を持つようになった。上述の通りラヴォアジエは法学部に在籍していたが、化学の講義を聴講したり、喜望峰に滞在して天文学の研究をしたり、ゲタールによるフランスの地質図作成に協力したりしたとされる。
その後、ゲタールと各地をまわるなかでアルザス＝ロレーヌなどを旅行した際に、ラヴォアジエは各地方の石膏に関心を示し、これらの比較研究をした。これがラヴォアジエの最初の自然科学の研究であった。後にラヴォアジエは特記すべき定量実験で多くの成果を残すことになるが、推測を極力排し確実な実験事実を重視したこの石膏に関する研究は、その兆しであった。

### フランス科学アカデミー入会から結婚まで

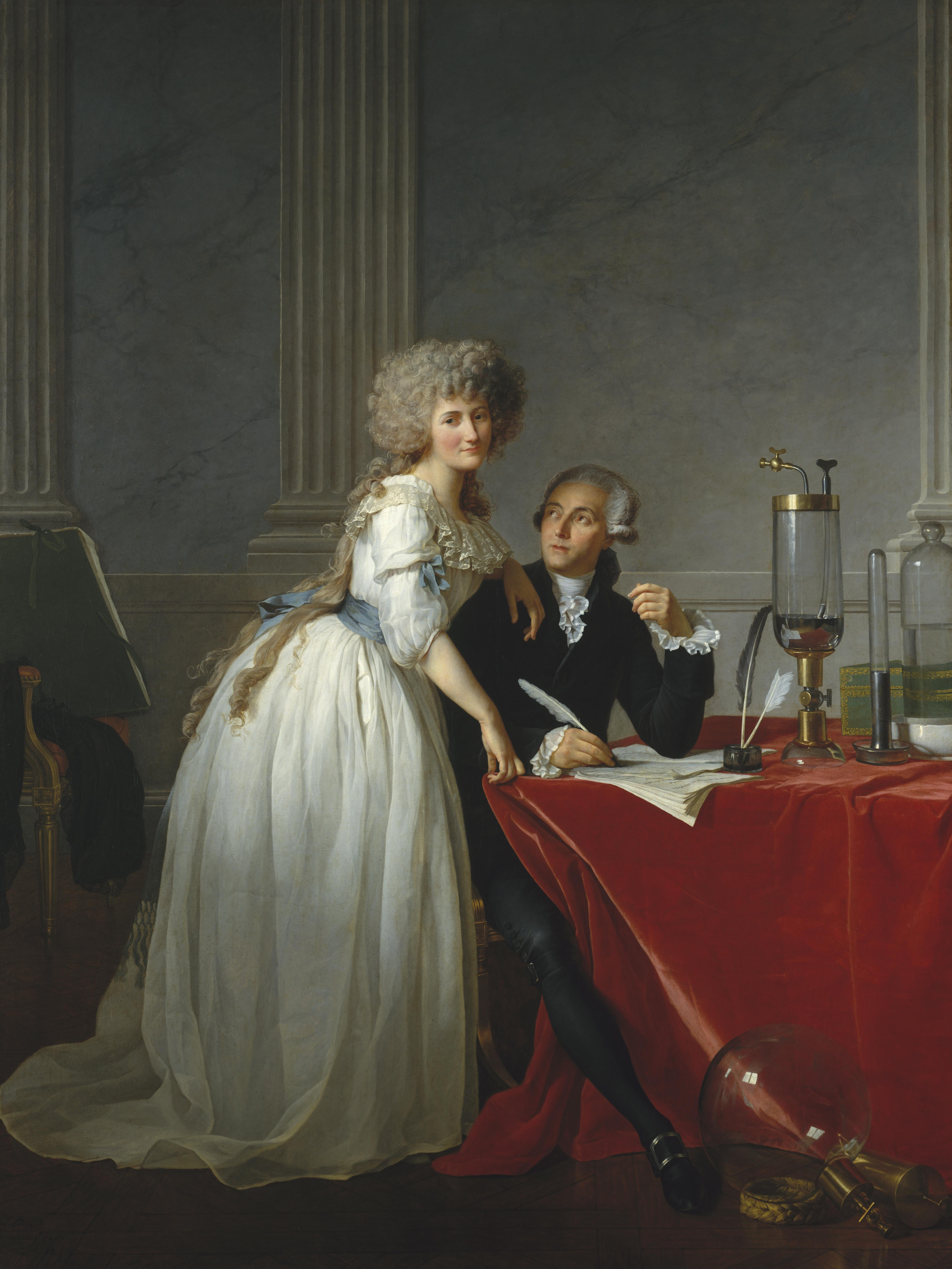
ラヴォアジエと妻マリー＝アンヌ・ピエレット・ポールズを描いたジャック＝ルイ・ダヴィッドの肖像画『ラヴォワジエ夫妻の肖像』。

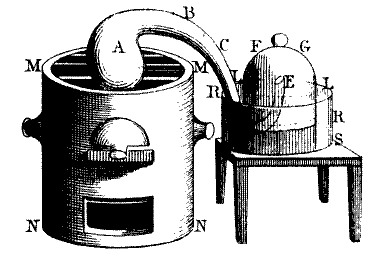
マリー＝アンヌが描いた実験図。A側の方を熱してAは水銀、Eは空気である

1766年にフランス科学アカデミーは『都市の街路に最良な夜間照明法』というテーマで論文を懸賞募集していた。ラヴォアジエはこれに対して誰よりも先に論文を著し、1766年4月9日にはこの論文は1等賞を得た。速やかに優れた論文を著したこの成果に対して、当時のフランス国王であったルイ15世より金メダルが授与された。その後、ゲタールとの地質図作成の旅行で集めた飲料水の分析結果を発表して、この成果が認められ、1768年5月18日にはフランス科学アカデミーの会員となった。
当時、イギリスの化学者・物理学者のヘンリー・キャヴェンディッシュは金属と酸から水素が発生することを発見していた。こういった発見に触れたラヴォアジエは、水や燃焼現象に興味を示すようになった。当時は古代からの四大元素説が有力であり、そのなかに「水は土に変わることがある」という説があった。これに疑問を抱いたラヴォアジエは、1768年の年末から翌1769年にかけて101日の期間をかけた実験を行った。これは、水をガラス容器に入れて密閉状態で沸騰させた後に、正確に重さを測る実験であった（ペリカンの実験）。この結果として土の発生は観測されず、「水は土に変化しうる」という説の反証を示した。
1768年には、フランス科学アカデミーから『空から巨大な石が落下して、働いていた農夫の近くの地面にめり込んだ』という報告書の検討を依頼された。これに対して、ラヴォアジエは、空からは巨大な石が落下することは絶対にないと判断し、目撃者の勘違いか嘘であろうと返事したとされる。
先述の通り、ラヴォアジエは裕福で資産を十分に持っており、実験器具を購入する資金はあったとされる。にもかかわらず、実験器具の購入費用は資産からは出さず、1768年頃より徴税請負人の職に就いたとされる。物理学者の小山慶太によると、ラヴォアジエにとって実験は"道楽"であったとされる。週に1日は実験に耽り、ラヴォアジエはその1日を"幸福の1日"と呼んでいた。
1771年12月6日には、徴税請負人長官であるジャック・ポールズの娘のマリー＝アンヌ・ピエレット・ポールズと結婚した。式はパリにあるサンロック教会で執り行われた。二人の間に子はなかったものの、マリー＝アンヌはラヴォアジエの役に立とうと、英語やラテン語、イタリア語を学び、化学や絵画（実験図）の描き方などを習得したとされる。たとえば、アイルランドの科学者であるリチャード・カーワンやプリーストリーの論文や手紙をフランス語に翻訳したり、実験に際しては非常に細かな点までスケッチ・記録として残したりした。

### 様々な実験から『化学命名法』出版まで

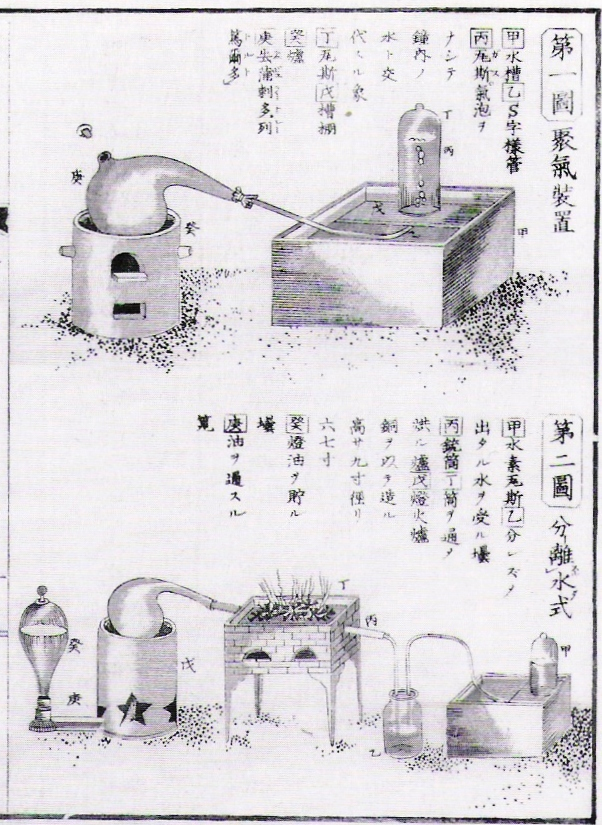
宇田川榕菴により描かれた『舎密開宗』。蘭学として伝わったラヴォアジエの水素燃焼実験図

1772年頃には、ラヴォアジエは貴族の地位を金で得ていた。マリー＝アンヌも自身のサロンを構えて、客人を招くようになっていた。ラヴォアジエは、1775年頃に火薬硝石公社の火薬管理監督官となり、翌1776年には兵器廠（砲兵工廠）に移り住んだ。そこでラヴォアジエは実験室をつくり、彼の実験の大部分はそこで行われるようにになった。この実験室は化学者らの集う場所として有名になった。この実験室では、大砲用の火薬を改良したほか、硝石の生産量を大幅に増やして、火薬の製造力を増大させた。この際に、火薬に炭酸カリウムを入れると、その火力が上がることを発見した。また、農家に報酬金を支払って、火薬の原料となる硝石を作らせた。このようにラヴォアジエは農業の分野にも関与しており、後には王立農業学会やフランス政府の農業委員会に加わった。

#### 質量保存の法則の発見
1774年1月には、上記の「ペリカン」を用いた実験により、化学反応の前後では質量が変化しないことを見出した。これは、化学反応の前後で、反応系の全体の質量は変化しないとする法則であり、21世紀となっても質量保存の法則として化学の初等教育で教えられている重要な基礎法則である。

#### フロギストン説の打破

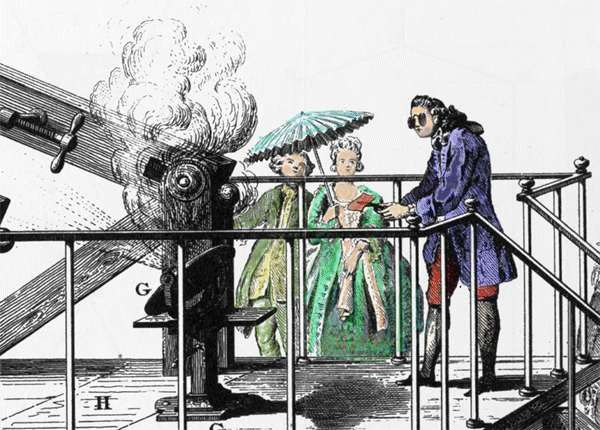
ダイヤモンドの燃焼実験

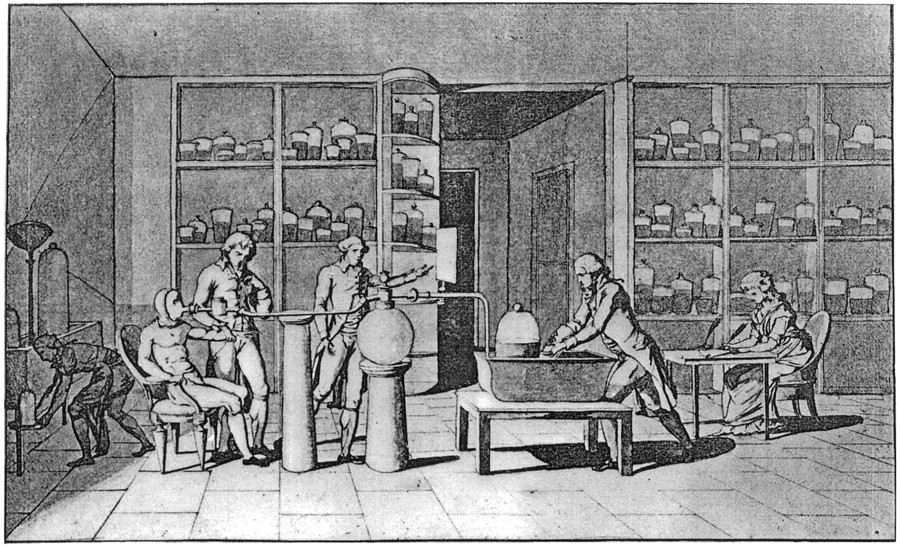
呼吸と燃焼の実験

当時の燃焼を説明する理論としては、シュタールのフロギストン説が最も知られており、主流（正統）な学説とされていた。フロギストン説は、燃焼を一種の分解現象と説明しており、可燃物の燃焼時にはそのなかに含まれていたフロギストン（という物質）が出てきて、熱や炎となるとされた。ただ、燃焼によって物質の重量は一般に軽くなるが、金属を加熱して金属灰に変化させた際には重量が増すという事実は明らかになっていた（この実験は、アイルランドの貴族で化学者のロバート・ボイルらによる）。フロギストン説についてはこの矛盾の解消が課題となっていた。
1772年にラヴォアジエは、リンを燃焼させる実験を行って、その重量が増加することを確認した。さらに、硫黄についても燃焼実験を行い、同様に重量が増すことを確認した。これらの燃焼実験のときに、空気が燃焼物に吸収されることが確認された。このことから、燃焼に伴う重量増加の原因は空気にあると考え、1773年初頭には、燃焼と重量増加の問題を徹底的に調査しようと決意したとされる。この段階では、ラヴォアジエはフロギストンの存在は否定しておらず、「燃焼時にはフロギストンと空気が入れ替わる」としていた。また、吸収される空気の成分も、ジョゼフ・ブラックが1755年頃に発見した「固定空気」であろうと推定していた（この空気の成分は現代では二酸化炭素として知られている）。なお、ラヴォアジエは1773年2月20日付けの実験ノートにおいて、この発見は「化学に於ける革命になる」と書いていた。
1774年4月には、レトルトに錫を入れて加熱し、燃焼によりできた錫灰の重さを比較する「レトルトの実験」を行った。この実験の精密評価により、「火の粒子（フロギストン）」は存在しないとラヴォアジエは判断に至った。同年11月12日には、この成果をフランス科学アカデミーで発表した。
同年の10月にプリーストリーがフランスを訪れており、ラヴォアジエはプリーストリーから次の話を聞いている。すなわち、ひとつは、水銀灰を加熱すると何らかの気体が出てくることであり、もうひとつは、その気体は燃焼を助けるということである。翌1775年に、ラヴォアジエは酸化水銀を強熱することで「気体」を得る実験を繰り返し、その「気体」は「固定空気（二酸化炭素）」とは別のものだと断定するに至った。このときラヴォアジエは、この「気体」と可燃物が結合することが燃焼の原因であると考え、この気体を「オキシジェーヌ (フランス語: oxygène)」と命名した。こうして1777年には、ラヴォアジエは燃焼について「物質と気体が結合すること」であると説明するようになった。1779年には、その気体をあらためて「オキシジェーヌ」として発表した（ただし実際には、このときの気体から結合してできるものは水素イオンであった）。
1781年には先述のキャヴェンディッシュが、別のある気体と酸素を混ぜて水をつくり出した（水素爆鳴気からの水の生成）。この実験に関心を示したラヴォアジエは、1783年にキャヴェンディッシュが行った実験を定量実験によって追試した。その結果として、水は元素ではなく、物質が組み合わさってできているもの（現代の用語でいう化合物）であることを示した。このとき酸素と混ぜた「気体」について、水を作り出す素であることを由来として「イドロジェーヌ (フランス語: hydrogène)」と名付けた。
当初はフロギストン説に肯定的であったラヴォアジエであったが、この1783年を機に、フロギストンを疑問視するようになり、フロギストン説を論文・著書等で公然と否定するようになった。1782年から翌年の1783年にかけては、同国出身の自然科学者、数学者、物理学者、天文学者であるピエール＝シモン・ラプラスと共に「氷熱量計」を作り、熱量もラヴォアジエが得意とする定量測定の対象となった。1777年には、動物の呼吸もまた一種の燃焼であることを裏付ける実験も行い、呼吸に伴う燃焼も酸素との結合反応であることを示した。

#### 『化学命名法』の発表
1787年に、ラヴォアジエは同国出身の化学者で医師のクロード・ルイ・ベルトレーやルイ＝ベルナール・ギトン・ド・モルボー、アントワーヌ・ド・フルクロワらとともに、新しい化学用語を定義する主旨で書かれた『化学命名法』を著した。これは（当時の）元素に新たな定義を与えて、物質の命名法を定めるものであった。また、水の成分が酸素と水素であると見出したとも記された。
なお、先に述べたように、酸素と水素から水が生じることの発見はキャヴェンディッシュが先に成し遂げている。キャヴェンディッシュはかなりの変わり者で、人間嫌いだったとされており、そのためか、ラヴォアジエの『化学命名法』の発表に何の関心も示さなかったとされる。水が化合物であることの発見についてさえ、キャヴェンディッシュは優先権を主張せず、結果としてラヴォアジエが本発見の優先権を得ることとなった。
また、この年からラヴォアジエは、彼の所有地があるオルレアンの地方議会において、第三身分の代議員になっていた。当時のフランスでは、専制的な王が無駄遣いや贅の限りをつくし、国民を苦しめており、1787年には貴族らも王権に反発し、反抗を始めていた。この社会情勢はやがて、ラヴォアジエの運命を左右したフランス革命（下記）へと至ることとなる。

### フランス革命勃発、『化学原論』出版から処刑まで

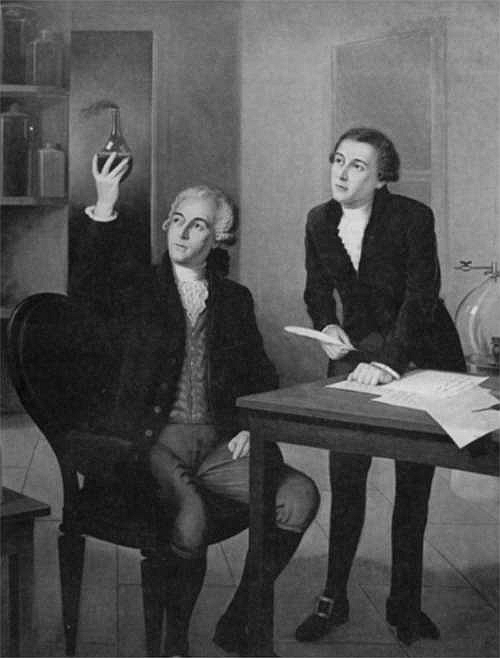
研究室内のエルテール・イレネ・デュ・ポンとラヴォアジエ

#### 『化学原論』の出版
1789年に、ラヴォアジエは『化学原論（邦訳名：化学のはじめ）』を出版した。そこでは、現在の元素に概ね相当する33種の「単一物質」のリストが示されている（⇒#ラヴォアジエの元素表）。元素について単体と化合物を系統的に理解しようとした試みであり、これについて「化学の革命を成し遂げた」ともされている。『化学原論』のなかの13の図版はマリー＝アンヌが手がけた。第一部では気体の生成と分解、第二部では塩基や酸と塩に関する解説、第三部には化学の実験器具とその操作法が書かれ、また、質量保存の法則が明確な形で記載されている。この『化学原論』は、出版から後の10年間に、ヨーロッパ全土で標準的な教科書とされた。
また同年にラヴォアジエは、新たに元素としての窒素について、ギリシア語で「生命がない」と言う意の表現「アゾティコス」（azotikos）に因んで「アゾート」（azote）との命名を行った。

#### フランス革命の勃発
『化学原論』出版のこの年、すなわち1789年の7月14日にはバスティーユ襲撃が勃発し、フランス革命が始まっていた。当時のラヴォアジエはパリで貴族階級の補足代議員を務めていた。
ラヴォアジエは、新しい質量の単位についての規則を決議するため、新度量衡法設立委員会の委員を務めていた。1790年には各温度を測り、体積や質量、密度を精密に定める為に蒸留水の質量を測定した。また一方で、ラヴォアジエの実験の対象は気体の化学のほか、呼吸と燃焼の関係性を調べる生理学的なものへも移っていった。
先述の通り、ラヴォアジエは徴税請負人であった。革命がすすむなか、1791年に徴税請負制度は廃止されたが、フランス国王ルイ16世に財政面の手腕を見込まれたラヴォアジエは、国家財政委員に任命された。この職務にあたってラヴォアジエは、フランスの金融および徴税制度を改革しようとしたとされる。
やがてヴァレンヌ事件を経てルイ16世が失脚するなど、革命はさらに進行するようになった。1792年にラヴォアジエは、政府関係の職を全て辞任し、兵器廠にあった住居（上述の通り実験室でもあった）からも引っ越し、科学アカデミーでの活動に専念するようになったとされる。しかし、そのフランス科学アカデミーも革命にともない閉鎖となり、ラヴォアジエの呼吸と燃焼に関する生理学的な実験は、途中で終わることとなった。

#### 投獄・処刑

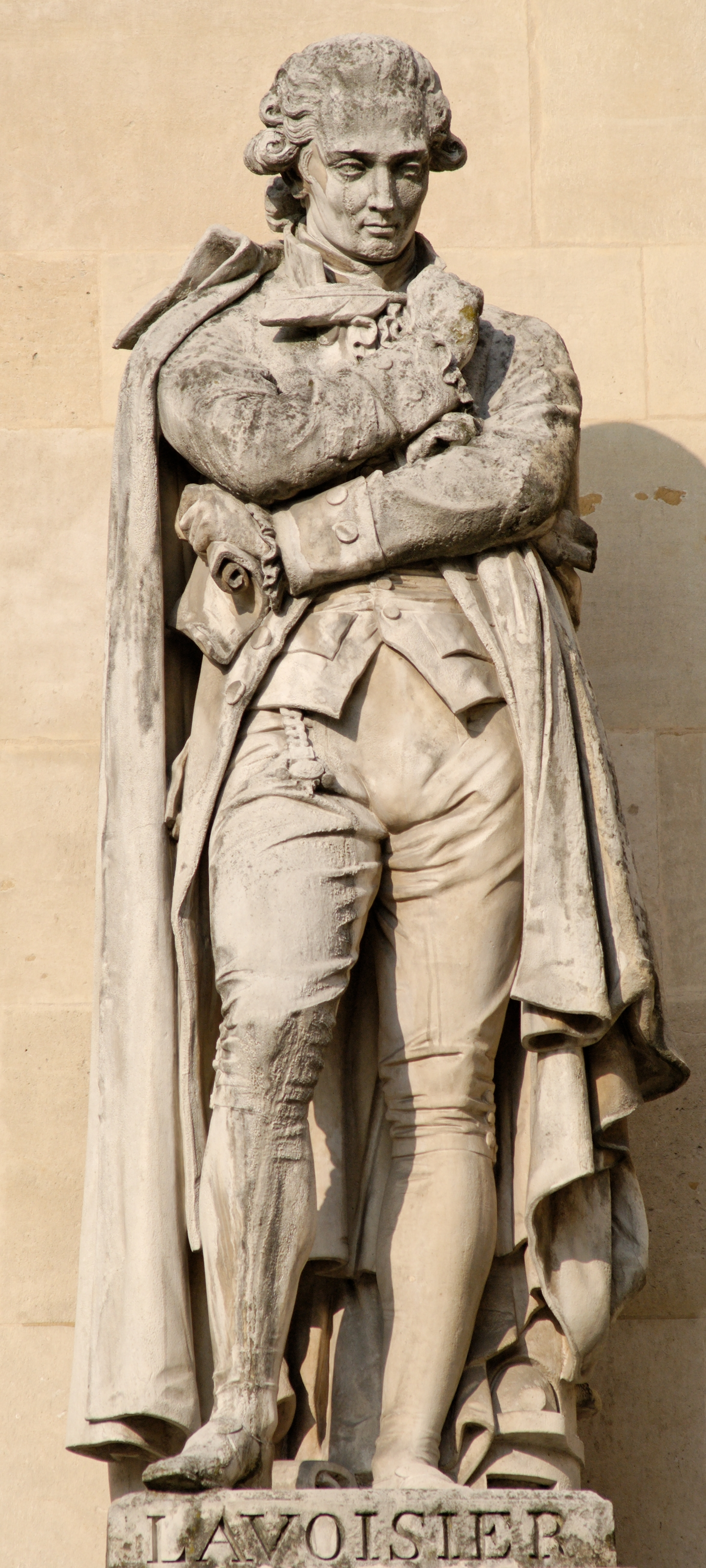

1793年11月24日には、革命政府は徴税請負人の全員を逮捕すべく、元・徴税請負人らを指名手配した。ラヴォアジエは酷い徴税はしておらず、むしろ税の負担を減らそうと努力していたとされるが、この指名手配に対して、ラヴォアジエは自ら出頭した。しかし、徴税請負人の娘（マリー＝アンヌ）と結婚していたこと等を理由に投獄された。
やがてラヴォアジエは革命裁判所における審判にかけられた。ラヴォアジエの弁護人はラヴォアジエの科学上の実績を持ち出して弁論を行ったが、裁判長のジャン＝バティスト・コフィナルは「共和国に科学者は不要である」として退けたとされる。こうして1794年5月8日には、「フランス人民に対する陰謀」との罪でラヴォアジエに死刑の判決が下った。刑はその日のうちにコンコルド広場にあるギロチンで執り行われ、ラヴォアジエは50年の生涯を閉じた。
同国出身の数学者、物理学者、天文学者であるジョゼフ＝ルイ・ラグランジュは、ラヴォアジエの死に接して「彼の頭を切り落とすのは一瞬だが、彼と同じ頭脳を持つものが現れるには100年かかるだろう」 との言葉を残し、ラヴォアジエの死を悼んだとされる。

## 評価
上述の通り、ラヴォアジエは科学者であった一方で、貴族であり徴税請負人の立場にあった。ラヴォアジエの存命時期や死没の直後は、革命政府関係者による批判的な評価があった一方、ラヴォアジエの業績への高い評価をともなう同情的な言葉も近しい学者から残されている（⇒投獄・処刑）。
処刑から半世紀ほどが経った1853年には、ナポレオン3世による帝政下で、彫刻家のジャック＝レオナール・マイエがラヴォアジエの彫像を制作している。2013年現在では、パリの市役所にラヴォアジエの功績を讃える像が飾られている。21世紀の現代においては、科学史におけるラヴォアジエの名誉は回復されており、数多くの科学とりわけ化学における功績から「近代化学の父」と称されている。

### ギロチンの都市伝説
ラヴォアジエの処刑に関しては都市伝説が残されている。ラヴォアジエがギロチンにかけられる際に、処刑後のヒトにどの程度の時間にわたって意識があるかを検証するため、ラヴォアジエは周囲の者たちに「斬首後、可能な限り瞬きを続ける」と宣言して、彼は断首後に実際に瞬きを行なった、という内容である。
この都市伝説には次にようにいくつか疑義が呈されている。ラヴォアジエの処刑は、35分間で26人を処刑するという「流れ作業」のような連続した執行の中間で行われたものとされる。警察官の隊列によって関係者以外はギロチン装置からは距離があったことからも、そのような実験をする時間も猶予もなかったとされる。また、ラヴォアジエの処刑にはラグランジュら数名の科学者が立ち合っていたとされる。都市伝説ではしばしば、この「実験」を依頼されたのはラグランジュであるとされている。にもかかわらず、ラグランジュの著書等にそのような記述は全く確認はされていない。以上のことから、この都市伝説が事実とはいいがたいとされる。具体的には、ボーリュー医師の1905年の論文などをもとにして、1990年代以降に創られた創作ではないかとされている。
この都市伝説が広まるに至ったいきさつは、1998年にディスカバリーチャンネルで放送された番組『ギロチン』であるとされる。この番組のなかで、神経外科医の人物の解説とともに、上記の内容の話が出所不明のまま取り上げられてしまった。こうした経緯から、この都市伝説が世に広まったものと歴史家のジェンセンは指摘している。
この都市伝説と関連する事項として、かつてサーモフィッシャーサイエンティフィック社はラヴォアジエのデスマスクを所有していると主張していた。2004年に、これは贋作であろうと指摘されている。